# Ledesma (kommunhuvudort)
Ledesma är en kommunhuvudort i Spanien.   Den ligger i provinsen Provincia de Salamanca och regionen Kastilien och Leon, i den centrala delen av landet, 210 km väster om huvudstaden Madrid. Ledesma ligger 755 meter över havet och antalet invånare är 1 853.
Terrängen runt Ledesma är huvudsakligen platt. Ledesma ligger nere i en dal. Runt Ledesma är det mycket glesbefolkat, med 6 invånare per kvadratkilometer. Ledesma är det största samhället i trakten. Trakten runt Ledesma består i huvudsak av gräsmarker.